# Franco Noriega
Franco Noriega Haltenhof (Lima, 16 de enero de 1989) es un chef, modelo y empresario peruano. Es dueño de Baby Brasa, un restaurante de comida peruana en la ciudad de Nueva York.

## Primeros años
Noriega nació en Lima, Perú. Sus padres son dueños de una cadena de panadería, mientras que él es copropietario de una cadena de restaurantes con su hermana. En su juventud fue entrenador de natación participando en distintas competiciones. En 2004 clasificó para los Juegos Olímpicos de verano de 2004 en Atenas, pero sufrió una lesión justo antes del comienzo de la competencia. Se mudó a Nueva York en 2007 para estudiar actuación en la American Academy of Dramatic Arts.

## Carrera
Comenzó su carrera como modelo después de ser descubierto por el fotógrafo de moda Mario Testino. Ha modelado para marcas como Dolce & Gabbana, Calvin Klein, Roberto Cavalli, Louis Vuitton, y Hugo Boss, y fue director creativo en Macy's. Luego de asistir al International Culinary Center, fundó el restaurante Baby Brasa en el Lower East Side, abriendo sus puertas en 2016.
En octubre de 2016, comenzó a publicar videos en YouTube donde prepara platos sin llevar camiseta. Las grabaciones le proporcionaron reconocimiento internacional, siendo aclamado como «el chef más sexy del mundo» por revistas y sitios web mundiales, tales como Daily Mirror, People y The Daily Telegraph. También fue invitado al programa de entrevistas estadounidense The Ellen DeGeneres Show.
En 2017, fue una de las celebridades que compitieron en la quinta temporada de Mira quién baila para ayudar a la organización benéfica «Unidos Por La Música», siendo el segundo eliminado el 15 de octubre de 2017. En 2018, realizó una presentación especial en la segunda temporada del El artista del año interpretando su primer sencillo «Me aceleras», el cual cantó también en la Teletón Perú de 2018.

## Filmografía
| Año  | Título                   | Papel    | Notas                               |
| ---- | ------------------------ | -------- | ----------------------------------- |
| 2016 | The Ellen DeGeneres Show | Él mismo | Invitado especial                   |
| 2017 | Mira quién baila         | Él mismo | Participante de la quinta temporada |
| 2018 | El artista del año       | Él mismo | Invitado especial                   |
| 2018 | Teletón Perú de 2018     | Él mismo | Cantante invitado                   |